# Kartum
Kartum (arabsko الخرطوم, al-Kharṭūm, angleško Khartoum) je glavno mesto Sudana in istoimenske zvezne države. Stoji ob sotočju Belega in Modrega Nila, ki nato kot Nil tečeta proti severu. Sotočje je center obsežnega metropolitanskega območja, ki obsega tri mesta: poleg Kartuma še nekoliko večji Omdurman na zahodu in nekoliko manjši Kartum-sever (Bahri). Skupno je po popisu leta 2008 štelo preko štiri milijone prebivalcev, od tega Kartum v svojih administrativnih mejah približno 1,4 milijona, s čimer je za Omdurmanom drugo največje mesto v državi.
Je politično in gospodarsko središče Sudana, vendar se tako kot preostanek države sooča s politično nestabilnostjo, ki pogosto preraste v oborožene spopade, zato se vanj množično priseljujejo begunci s podeželja. Po eni od ocen naj bi na širšem območju somestja živelo že prek osem milijonov ljudi.

## Ime
Izvor besede Kartum je nejasen. Po eni od teorij izvira iz arabske besede خرطوم karṭūm v pomenu 'deblo' ali 'cev', kar se verjetno nanaša na ozek pas zemlje med Modrim in Belim Nilom, kjer stoji mesto. Kapitan J.A. Grant, ki je prispel v Kartum leta 1863 s Spekejevo odpravo, pa je zapisal, da je najverjetneje poimenovan po žafraniki (Carthamus tinctorius), arabsko قرطم kurtum, ki so jo množično pridelovali v Egiptu za olje, iz katerega so nato delali gorivo.

## Zgodovina
O zgodnji zgodovini naselitve tega območja je malo znanega. Zametek sedanjih treh mest so tri vasi, ki so jih ustanovili šejki plemena Mahas, ki so se v 17. in 18. stoletju preselili z otoka Tuti v sotočju. Leta 1821 so ozemlje današnjega Sudana zavzeli Turki. Njihov poveljnik Utman Beg je spredvidel strateški pomen območja in dal v Kartumu postaviti utrdbo ter ga določil za administrativno središče, ki ga je leta 1829 turški guverner Egipta Mohamed Ali imenoval za glavno mesto Egiptovskega Sudana.
Varnost zaradi stalne vojaške prisotnosti je pripomogla k hitri rasti in razvoju mesta. Tu je bil živahen trg (suk) in center trgovine s sužnji ter slonovino, s trgovskimi potmi po Nilu proti severu. Bogati trgovci so organizirali številne odprave proti izviru Nila in širili vplivno območje. Po odprtju plovne poti do regije Sudd so se v njem naselili tudi evropski trgovci. Leta 1854 je zaradi evropskega pritiska egiptovski podkralj zaprl tržnico s sužnji in imenoval celo prvega krščanskega guvernerja Kartuma. Njegov naslednik je imel imperialistične težnje in je s pomočjo Evropejcev pričel širiti svoj vpliv proti velikim jezerom ekvatorialne Afrike.
Leta 1881 pa je prišlo do upora Mahdistov proti turško-egiptovski nadvladi. Mohamed Ahmed al-Mahdi je organiziral džihad in zavzel okoliško ozemlje ter pričel oblegati tudi Kartum. Britanci so poslali generalmajorja Charlesa Georgea Gordona kot posrednika, ki pa je bil med obleganjem ubit. Islamska vojska je takrat porušila mesto in preselila prestolnico v Omdurman. Znova so Sudan zavzeli Britanci pod poveljstvom Horatia Kitchenerja leta 1898. Ta je vzpostavil britansko kolonialno vladavino, znova preselil sedež vlade v Kartum in dal obnoviti mesto. V tem obdobju se je mesto moderniziralo, s centrom okrog vladnega predela in Gordonovega spominskega kolidža, iz katerega je leta 1956 nastala Univerza v Kartumu. Sčasoma so se vloge v somestju razdelile, Omdurman je postal glavno stanovanjsko naselje, Kartum-sever pa industrijsko središče. Do 1930. let so bila vsa tri mesta povezana z mostovi.